# Sphaeralcea fremontii
Sphaeralcea fremontii là một loài thực vật có hoa trong họ Cẩm quỳ. Loài này được (Torr. ex A. Gray) Jeps. miêu tả khoa học đầu tiên năm 1925.